# 佐野勇斗
佐野勇斗（日语：／ Sano Hayato，1998年3月23日—），日本男演员、歌手，出生於愛知縣，星塵傳播事務所旗下男子偶像組合M!LK的成員。

## 作品

### 電視劇
| 年份           | 劇名                          | 角色              |
| 2016年         | 急救車ドクターカー 第10話     | 板倉智彦          |
| 2016年         | 砂之塔〜知道太多事情的鄰居    | 高野和樹          |
| 2017年         | 神奈小姐 第1話、最終話        | 咖啡店店員 (客串) |
| 2018年         | 致命之吻                      | 長谷部寛之        |
| 2018年         | 決定性的並行                  | 長谷部寛之        |
| 2019年         | 毛骨悚然撞鬼經驗 20週年特別篇 | 立花恵介          |
| 2020年         | 在17歲的世界裡只有我一人      | 主演 染谷航太     |
| 2020年         | FAKE MOTION-卓球の王将-       | 主演 高杉律       |
| 2020年         | 酷帥偷懶刑警們                | 主演 世中渡       |
| 2020年         | 竹內涼真的拍攝稍息 第3話      | 竹内悠真          |
| 2021年         | FAKE MOTION-只有一個願望-     | 高杉律            |
| 2021年         | 狂賭之淵 雙                   | 壬生臣葵          |
| 2021年         | 東大特訓班2                   | 米山圭太          |
| 2021年         | TOKYO MER～行動急診室～       | 德丸元一          |
| 2021年 ~2022年 | 真兇標籤                      | 橘一星            |
| 2022年         | 就活タイムカプセル            | 主演 朝井拓真     |
| 2022年         | 鋼盔                          | 馬場良成          |
| 2023年         | 鄰人似銀河                    | 主演 久我一郎     |
| 2023年         | 一兆＄遊戲                    | 平学              |
| 2024年         | 御飯團                        | 四ツ木翔也        |
| 2024年         | My Diary                      | 德永廣海          |
| 2025年         | 孤獨死又怎樣                  | 那須田優彌        |
| 2025年         | 花牌情緣－巡－                | 筑波秋博          |

### 網路劇
| 年份   | 劇名           | 角色          |
| 2024年 | 親愛的妖怪女友 | 主演 犬飼忠士 |

### 電影
- 《再會吧！青春小鳥》（Asmik Ace, Inc. / 2015年公映）—— 饰演：向井圭介 [2]

- 《乒乓少女大逆襲》（东宝 / 2017年公映）—— 饰演：佐々木優馬 [3]

- 《羊與鋼之森》（東寶 / 2018年公映）—— 饰演：外村雅樹

- 《青夏：戀上你的30日》（松竹 / 2018年公映）—— 饰演：主演 泉吟蔵[4]

- 《三次元女友》（華納 / 2018年公映）—— 饰演：筒井光 [5]

- 《奔跑吧！T校籃球部》（東映 / 2018年公映）—— 饰演：矢島俊介 [6]

- 《凜》（吉本興業 / 2019年公映）—— 饰演：主演 野田耕太 [7]

- 《小小戀歌》（東映 / 2019年公映）—— 饰演：主演 真栄城亮多[8]

- 《輝夜姬想讓人告白～天才們的戀愛頭腦戰～》（东宝 / 2019年公映）—— 饰演：石上優 [9]

- 《劇場版TOKYO MER～行動急診室～》（東寶 / 2023年公映）—— 飾演：徳丸元一

- 《劇場版 一兆＄遊戲》（東寶 / 2025年公映）—— 飾演：平學

- 《劇場版TOKYO MER～行動急診室～南海任務》（東寶 / 2025年公映）—— 飾演：徳丸元一